# 文尼峰
文尼峰（英語：Vanni Peak），是南極洲的山峰，位於阿羅史密斯半島，處於拉格利山以北，屬於多西山的一部分，根據英國研究隊的測量和空中照片被繪入地圖，現時由南極條約體系管理。